# Parapristella
Parapristella es un  género de peces de la familia Characidae y de la orden de los Characiformes.

## Especies
- Parapristella aubynei (C. H. Eigenmann, 1909)[1]
- Parapristella georgiae (Géry, 1964)[1]